# Pietas

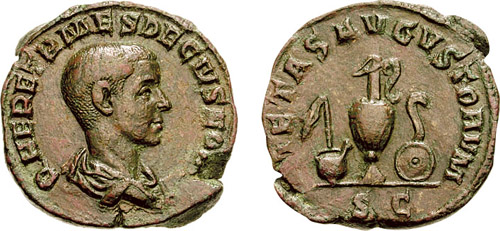
Sestercio con Pietas, como virtud del emperador romano Herenio Etrusco, con utensilios de culto, como la pátera y el lituo.

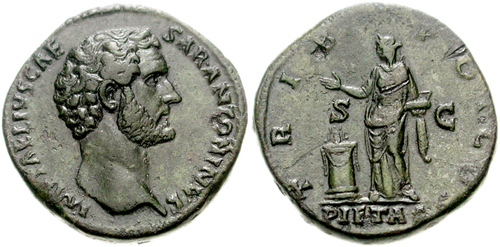
Pietas, como virtud del emperador Antonino Pio, representada por una mujer que ofrece un sacrificio en el reverso de este sestercio

Pietas era una de las principales virtudes de la Antigua Roma que ha sido traducida de formas diversas como "deber", "religiosidad" o "comportamiento religioso", "lealtad", "devoción" o "piedad filial". 
Fue la virtud distintiva del héroe fundador Eneas, al que a menudo se le da el epíteto adjetivado pius en la Eneida de Virgilio. La naturaleza sagrada de pietas fue encarnada por su personificación divina, Pietas, una diosa a menudo representada en las monedas romanas. El equivalente griego es eusebeia.
Cicerón definió pietas como la virtud "que nos exhorta a cumplir con nuestro deber en nuestro país o con nuestros padres u otros parientes de sangre". El hombre que poseía pietas "realizaba todos sus deberes para con la divinidad y para con los seres humanos, plenamente y en todos sus aspectos", según lo describió el estudioso de los clásicos del siglo XIX, Georg Wissowa.
La pietas erga parentes ("pietas hacia nuestros padres") fue uno de los aspectos más importantes de los que demuestran virtud. Pío como un cognomen surgió como forma de indicar a una persona que era especialmente "piadosa" en este sentido: anunciar la pietas de una persona a través de la nomenclatura oficial parece haber sido una innovación de la República tardía, cuando Quinto Cecilio Metelo Pío clamaba sus esfuerzos para que su padre, Numídico, volviera del exilio.  La Pietas también se extendió hacia los "padres" en el sentido de "antepasados", y fue uno de los principios básicos de la tradición romana, según lo expresado en el cuidado de sus muertos. También existía la pietas a la patria (pietas erga Patriam).
La pietas como virtud residía dentro de la persona, a diferencia de una virtud o don como la Victoria, que era dada por los dioses. La Pietas, sin embargo, permitía a una persona reconocer el origen divino de los beneficios obtenidos.
Los romanos se creían los más piadosos de los humanos y era por eso por lo que eran ayudados por los dioses. También invitaban a los dioses de los enemigos vencidos a venir a Roma para ser honrados. Es la Evocatio. Por tanto, los dioses de los vencidos dejan a estos últimos que entonces llegan a estar incluso menos protegidos y auxiliados.

## Iconografía

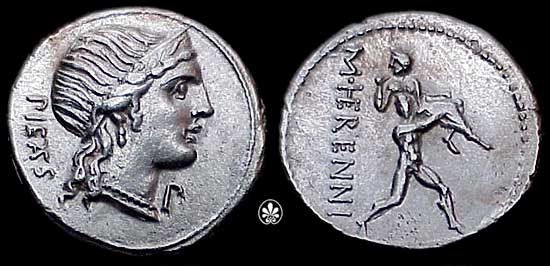
Denario de Marco Herenio, mostrando a Pietas y a Anfínomo que lleva a cuestas a su padre en un acto de pietas.

La pietas fue representada en monedas por objetos de culto, pero también como una mujer que conduce un sacrificio mediante fuego en un altar. En la imagenería del sacrificio, la libación era el acto fundamental que venía a simbolizar la pietas.
Las primeras representaciones de la pietas en las monedas romanas fueron en denarios emitidos por Marco Herenio en 108 o 107 a. C.. La pietas aparece en el anverso como una personificación divina, en forma de busto, la cualidad de la pietas es representada por un hijo transportando a su padre en su espalda. También aparece con frecuencia en monedas imperiales, incluyendo las emitidas en tiempos de Adriano.
Uno de los símbolos de la pietas fue la cigüeña, descrita por Petronio como pietaticultrix, "cultivadora de la pietas". La cigüeña representa la piedad filial en particular, ya que los romanos creían que demostraba lealtad familiar volviendo al mismo nido todos los años, y que cuidaba de sus padres cuando eran mayores. Como tal, una cigüeña aparece junto a Pietas en una moneda emitida por Metelo Pío.